# Boksay János
Boksay János (Huszt, 1874. július 6. – Huszt, 1940. április 24.) görögkatolikus plébános, tiszteletbeli kanonok, kerületi esperes, szentszéki tanácsos, zeneszerző, országgyűlési képviselő. Édesapja, Boksay Bertalan zsolnai járásbíró volt.

## Életpályája
Mélyen vallásos görögkatolikus családban született, amely a ruszin görögkatolikus egyházhoz tartozott. Zenei tanulmányait magántanároktól szerezte, melyet középiskolai és teológiai tanulmányai során is folytatott. Középiskoláit Ungváron végezte el. A budapesti tudományegyetemen kezdte tanulmányait, majd az ungvári teológián fejezte be. 1898-ban Firczák Gyula püspök pappá szentelte. Ezután segédlelkész volt Lipsán. Egy évvel később kinevezték az Ungvári Tanítóképző és a Teológiai Főiskola zenei vezetőjévé. 1909-ben Budapestre került; a középiskolák hitoktatás szakfelügyelője lett. 1909–1912 között a Budapesti Zeneakadémia hallgatója volt. 1912-ben visszakerült Kárpátaljára. Huszt parókusa és ungvári karnagyként dolgozott élete végéig. Az első világháborúban internálták, és Máramaros börtönébe került. 1939–1940 között meghívott kárpátaljai képviselő volt a Magyar Országgyűlés tagjaként.